# Les Choses qui nous dérangent
Albums de Lofofora
Lames de fond
(2004) Mémoire de singes
(2007)
Les Choses qui nous dérangent est le cinquième album studio de Lofofora. Sorti en avril 2005, il a été enregistré au Pressoir par Fred Norguet qui avait enregistré.
DJ Tagg Off pose sa voix sur Rock'N'Roll Class Affair.

## Titres
1. Les Choses Qui Nous Dérangent - 4:16
2. Rien Au Monde - 3:34
3. Accélère - 3:30
4. Enfant Du Chaos - 3:28
5. La Peur Du Vide - 4:20
6. Le Pire - 3:10
7. Rock'N'Roll Class Affair - 2:12
8. Mea Culpa - 2:36
9. Humide Song - 6:52
10. Quelqu'un De Bien - 3:04
11. L'Eclipse - 4:24
12. Aveugle Et Sourd - 3:36
13. Mondiale Paranoïa - 1:48
14. Buvez Du Cul - 3:13